# ژان ششم، امپراتور بیزانس
ژان ششم کانتاکوزنوس یا یوانس ششم کانتاکوزنوس(به یونانی: Ἰωάννης ΣΤʹ Καντακουζηνός, Iōannēs VI Kantakouzēnos)(به انگلیسی: John VI Kantakouzenos or Cantacuzenus) (زادهٔ ۱۲۹۲ — درگذشتهٔ ۱۵ ژوئن ۱۳۸۳) سیاست‌مدار، تاریخ‌نویس و امپراتور بیزانس بود که برای رسیدن به تاج و تخت روم شرقی از ترکان عثمانی کمک خواست و آنها را در تصرف امپراتوری بیزانس یاری نمود.

## زندگینامه
ژان کانتاکوزنوس مشاور و وزیر اعظم آندرونیکوس سوم، امپراتور وقت بیزانس بود که او را در گرفتن تاج و تخت امپراتوری از پدربزرگش آندرونیکوس دوم کمک کرده بود. کانتاکوزنوس از ۱۳۲۸ تا ۱۳۴۱ جهت‌دهندهٔ تمامی سیاست‌های داخلی و خارجی امپراتور بود و او را تشویق نمود تا دست به انجام اصلاحاتی در دادگاه‌ها زده و با آغاز پروژهٔ عظیم کشتی‌سازی‌ای، استقلال مالی امپراتوری از ونیزی‌ها و جنوایی‌ها را ترویج نمود.
کانتاکوزنوس با کسب پیروزی علیه صربها جایگاه خود را بالاتر برد و در پیوستن اپیروس در غرب یونان به امپراتوری بیزانس در ۱۳۳۷ نقش داشت.
هنگامی که آندرونیکوس سوم در۱۳۴۱ درگذشت، ژان کانتاکوزنوس مدعی نایب‌السلطنتی ژان پنجم، پسر و جانشین خردسال آندرونیکوس سوم شد. این موضوع به بروز اختلاف بین او و امپراتریس آنای ساوویی، مادر ژان پنجم انجامید و هنگامی‌که کانتاکوزنوس قسطنطنیه را به قصد نبرد با صرب‌ها در تراکیه ترک نمود، مخالفینش او را خیانتکار نامیده و طرفدارانش را به زندان انداختند. با این حال ژان کانتاکوزنوس در ۲۴ اکتبر ۱۳۴۱ در دیدیموتخو خود را امپراتور نامید.
او در فاصلهٔ سال‌های ۱۳۴۳ تا ۱۳۴۵ با ترک‌ها متحد شد و دخترش را به ازدواج سلطان عثمانی اورخان یکم درآورد. او سپس با کمک ترک‌ها موفق به تصرف قسطنطنیه در فوریه ۱۳۴۷ گردید و در مه همان‌سال با عنوام ژان ششم به‌عنوان امپراتور مشترک با ژان پنجم تاج‌گذاری نمود. با این حال او توافق کرد که تا ۱۰ سال بیشتر فرمانروا باقی نماند و پس از آن به ژان پنجم اجازه دهد که به طور مستقل امپراتوری را در دست گیرد. ژان ششم سپس دخترش هلن را به ازدواج امپراتور جوان درآورد تا مهری بر این توافقنامه باشد.
اما ژان ششم که علاقه‌مند به ادامهٔ حکومتش بود تا ۱۳۵۴ پسرش ماتئو را نیز به امپراتوری مشترک با خود برگزید که این موضوع باعث رنجش ژان پنجم شد. ژان پنجم برای مقابله با او از ونیزی‌ها کمک خواست و موفق به بازپسگیری قسطنطنیه در همان سال شد. او سپس ژان ششم را مجبور به کناره‌گیری از سلطنت کرده و او را به صومعه‌ای فرستاد. در آنجا کانتاکوزنوس شروع به نوشتن خاطراتش از این دوران کرد که به نوبهٔ خود منبعی ارزشمند برای مطالعهٔ تاریخ در فاصلهٔ سال‌های ۱۳۲۰ تا پیرامون ۱۳۵۷ به‌شمار می‌رود.